# Ouaramous
Ouaramous, auch: Bourdero, Haramous, Ile Waramos (arabisch, Île de la Tortue, Biley Blax Island) ist eine unbewohnte Insel, die zum Stadtgebiet von Dschibuti gehört, im Golf von Tadjoura am Rande des Indischen Ozeans.

## Geographie
Die Insel liegt knapp 700 Meter vor der Küste im Osten von Dschibuti. Sie ist eine unbebaute Koralleninsel, von mehreren Riffen umgeben Auf der Insel gibt es einen Geocache.
Ouaramous ist die östlichste Insel von Dschibuti. Sie liegt genau westlich des Flughafens Dschibuti, in der Einflugschneise.